# Monte Sibilla
Le Monte Sibilla est une montagne qui s’élève à 2 173 m d’altitude dans les monts Sibyllins, en Italie.